# Associação Comercial e Industrial de Cascavel
A Associação Comercial e Industrial de Cascavel (ACIC) foi fundada em 4 de abril de 1960 e hoje é uma das maiores entidades da classe empresarial do Paraná, tendo mais de 1,8 mil sócios. Está instalada em uma sede administrativa com cerca de 1.350 metros quadrados na avenida Toledo, 247, próximo à prefeitura. 
A ACIC é uma entidade civil com fins não econômicos e que tem a congregação e a defesa dos interesses da classe empresarial como compromissos.